# Fridshammar
Fridshammar var ett bruk i Orsa kommun.
År 1697 fick överste G. hedenfeldt, major G. W. Schultz och landshövdingen Jonas Cedercreutz privillegium att anlägga ett stångjärnshammare i Orsa, benämnt just "Orsa bruk". Bruket låg först i Bäcka by, och övergick snart till ägaren av Furudals bruk, Birger Elfving, som 1711 fick tillstånd att flytta produktionen till Fridhammar. 1759 utvidgades den till att inte bara omfatta stångjärnsproduktion, utan även garvstål, knivsmide och spik. En ny smedja anlades vid Nederfors, men förstördes redan 1761 av vårfloden och fyttdes därefter upp till de övriga anläggningarna.
Efter flera förbättringar ägdes det på 1870-talet av grosshandlaren Samuel Godenius (1806-1891), som omkring 1880 sålde bruket till de förenade bolagen Stora Kopparbergs Bergslags AB, Korsnäs AB och Kopparbergs-Hofors, som ledlade driften. Driften överläts senare till Stora Kopparberg, som idkade jord- och skogsbruk på Fridshammars herrgård.